# Музей современного искусства (Кейптаун)
Музей современного африканского искусства Цайца (англ. Zeitz Museum of Contemporary Art Africa, Zeitz MOCAA) — художественный музей в южно-африканском городе Кейптаун, открытый в сентябре 2017 год; расположен на набережной Виктории и Альберта, на берегу Столовой бухты — в здании бывшего зернохранилища высотою в 57 метров, построенном в 1921 году и выведенном из эксплуатации в 2001; перепланировка помещений общей площадью в 9500 м² проводилась по проекту архитектурного бюро «Heatherwick Studio» — суммарная выставочная площадь девяти уровней музея составила 6000 м²; является крупнейшим музеем современного африканского искусства в мире.

## История и описание

### История создания и коллекция
Публичный музей современного африканского искусства был введен в эксплуатацию в рамках государственно-частного партнерства — между центром «V & A Waterfront» и немецким бизнесменом Йохеном Цайцем. В то время как «V & A Waterfront» инвестировал более 500 миллионов южноафриканских рэндом в строительство и развитие инфраструктуры — Цайц, не являющийся акционером музея, одолжил ему свою обширную коллекцию произведений искусства, на весь срок эксплуатации здания. Коллекция Цайц является одной из ведущих в мире коллекций, специализирующихся на современном искусстве Африки и диаспоры африканцев в мире: в её состав входят работы таких художников как Крис Офили, Кудзанай Чиурай, Кеинде Вили, Гленн Лигон, Марлен Дюма, Вангечи Муту и Джули Мехрету.
История музея началась в 2001 году, когда «Waterfront» стал изучать целый ряд предложений относительно того, что можно сделать с историческим хранилищем для зерна «Grain Silo», выведенным в тот год из эксплуатации. Выбор пал на музей современного искусства, поскольку он, по мнению руководства компании, способен «вдохнуть жизнь в район». Кроме того здание соединит развлекательно-торговый центр на набережной с развивающимся по соседству новым финансовым районом. Преобразование здания зернохранилища началось в 2014 году — проект выполнялся под руководством лондонского архитектора и дизайнера Томаса Хизервика.

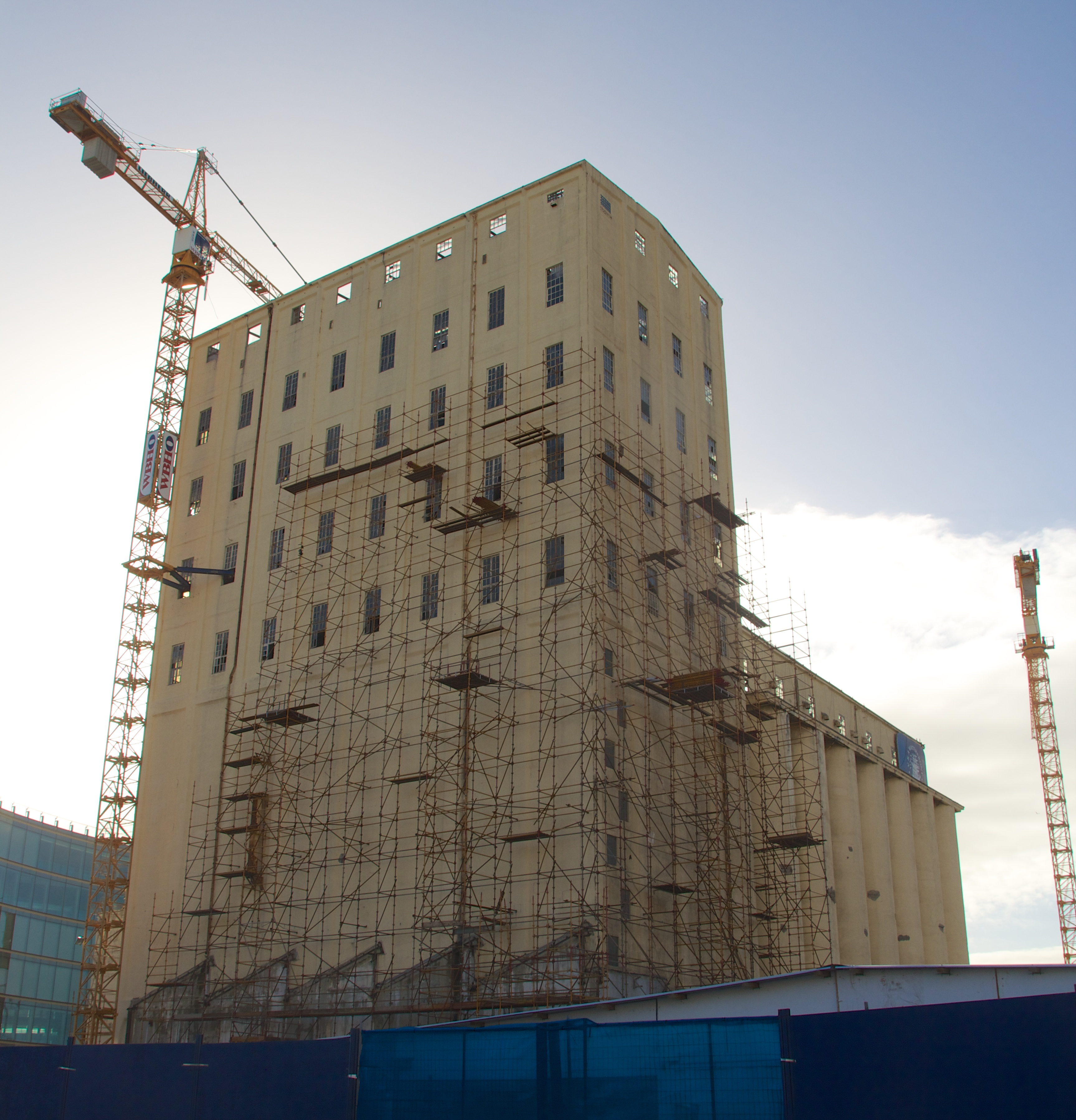
Строительство здания (июнь 2014)

### Здание
Музей расположился на набережной Виктории и Альберта, на берегу Столовой бухты — с видом на Атлантический океан. Набережная считается престижной торговой и гостиничной зоной, и уже принимает около 24 миллионов посетителей в год. Ближайшие окрестности музея, район Сило (Silo District), также планируется развивать в дальнейшем. Музейное здание было создано в результате переоборудования 57-метрового зернохранилища, первоначально построенного в 1921 году и выведенного из эксплуатации в 2001 году. Архитекторы «Heatherwick Studio» стремились сохранить «индустриальное наследие» оригинальной конструкции, выставив наружу бетонные конструкции из которых она была возведена. Используя различные методы резки бетона, интерьер здания был создан как совокупность ряда небольших галерей и масштабного центрального атриума.
В момент строительства между архитекторами и директором музея, Марком Кутзи (Mark Coetzee), возникли острые разногласия по поводу количества будущих залов и их видом. Оставшиеся бетонные конструкты были закрыты упрочненным стеклом — чтобы позволить естественному свету проникнуть в здание и создать благодаря этому «соборный» интерьер. На верхних этажах здания также были установлены массивные стеклянные панели.
В целом музейный комплекс имеет площадь в 9500 квадратных метров; его выставочная площадь составляет 6000 м², которые распределены по девяти этажам-уровням. Кроме того, на одном этаже расположены 18 образовательных площадок (учебных комнат); также в здании есть сад скульптур, ресторан и музейный магазин. Верхняя часть здания работает как отель «The Silo Hotel», который открыл свои двери в марте 2017 года. В 2018 году здание было внесено в международный список Королевского института британских архитекторов (Royal Institute of British Architects, RIBA).

### Деятельность
Музей «Zeitz MOCAA» зарегистрирован как южноафриканская благотворительная («общественно-полезная») организация и управляется попечительским советом, в который входят как галеристы и меценаты, так и художники (включая Исаака Жюльена и Вонгечи Муту). Исполнительным директором и главным куратором музея являлся Марк Кутзи, который подал в отставку в мае 2018 года в ходе «расследования его профессионального поведения». В марте 2019 года было официально объявлено, что следующим исполнительным директором и главным куратором MOCAA станет независимый куратор Койо Куо (Koyo Kouoh, род. 1967). Помимо представления постоянной коллекции музей проводит временные выставки: так с февраля по июнь 2019 года в нём проходила персональная выставка художницы Owanto, выросшей в Габоне, «One Thousand Voices» — экспозиция была посвящена социальным проблемам женщин на Африканском континенте.